# Dorische hexapolis

Griekse kolonies in Klein-Azië. De Dorische hexapolis is in het zuiden en wordt aangegeven in blauw.

De Dorische hexapolis (Oudgrieks: Δωρικὴ Ἑξάπολις of Δωριέων Ἑξάπολις), was een bond van zes steden in de tijd van de klassieke oudheid. Het was een apoikia, een door de Doriërs gestichte kolonie. De steden lagen aan de westkust van het huidige Turkije en in de Egeïsche Zee.
De zes steden waren:
- Cnidus in Karië
- Halicarnassos
- Ialysos op het eiland Rodos
- Kamiros op Rodos
- Lindos op Rodos
- Kos

Plinius de Oudere, 23 of 24 na Chr. - 79, schreef dat Dorië geheel door Karië werd omgeven, behalve waar het aan de Egeïsche Zee lag.
De Digesten uit 533 na Chr. zijn een samenvatting van geschriften van Romeinse rechtsgeleerden uit de periode circa 100 voor Chr. tot 300 na Chr. Er staat daarin een legal opinion uit 235 voor Chr. van de hand van Julius Paulus dat de scheepvaart rond Dorië zo was georganiseerd, dat verzekeringen er een onderdeel van waren. Dat was waarschijnlijk door de Feniciërs vanaf Rodos georganiseerd, omstreeks 1000 - 800 voor Chr.
Halicarnassos werd volgens de overlevering van Herodotus op een gegeven moment uit de stedenbond verbannen, omdat een van de inwoners, die de prijs voor gezamenlijke sportwedstrijden had gewonnen, die zelf mee naar huis had genomen. Het was gebruik dat de winnaar de prijs aan Apollo opdroeg. Het is waarschijnlijk dat de andere vijf steden de invloed van de Ioniërs en vanuit Karië in Halicarnassos te groot vonden worden om nog bij de stedenbond te kunnen blijven.